# Мантурова, Татьяна Борисовна
Татьяна Борисовна Мантурова (1921, Петроград — 1999, Санкт-Петербург) — советский и российский искусствовед. С 1949 по 1999 год работала в Государственном Русском музее, где в течение многих лет руководила отделом советской скульптуры. Заслуженный работник культуры Российской Федерации (1994).

## Биография
Родилась в 1921 году в Петрограде в семье студентов. В 1941 году окончила среднюю школу в Ленинграде и была принята на I курс театроведческого факультета Ленинградского театрального института.
Летом и осенью 1941 года участвовала в строительстве оборонных рубежей под Ленинградом. В декабре-январе 1941—1942 годов работала в МПВО (ВО, 4-я линия, дом 23). 31 января 1942 года вместе с тяжело больной матерью выехала из Ленинграда, работала санитаркой по вольному найму в госпитале в Старой Ладоге. Затем эвакуировалась в Свердловск.
В октябре 1942 года поступила на I курс искусствоведческого отделения филологического факультета Московского государственного университета им. М. В. Ломоносова. В мае 1943 года реэвакуировалась с университетом в Москву, где жила и училась до конца июля 1945 года. В июле 1945 года возвратилась в Ленинград и в порядке перевода поступила на искусствоведческое отделение исторического факультета Ленинградского государственного университета.
После окончания ЛГУ в июне 1947 года была направлена на работу в Пензу. Преподавала историю советского изобразительного искусства в Пензенском художественном училище, читала курс лекций в студии местного драматического театра и в Пензенском педагогическом институте им. В. Г. Белинского.
В 1948 вернулась в Ленинград. С 15 ноября 1948 года по 20 августа 1949 года работала в музее декоративного искусства Ленинградского Высшего художественно-промышленного училища.
25 августа 1949 года поступила на работу в Государственный Русский музей научным сотрудником научной библиотеки музея. В мае 1953 года перешла работать в отдел научно-художественной пропаганды. В октябре 1954 года перешла на работу в отдел советского искусства. В 1962 году была назначена заведующей сектором советской скульптуры отдела. С 1969 по 1978 год возглавляла отдел советского искусства. С 1978 по 1999 год — заведующая отделом советской скульптуры.

### Семья
Мать — Анастасия Владимировна Мантурова-Слясская (1 февраля (14 марта) 1894, Лодейное Поле — 19 июля 1976, Ленинград). В 1912 году окончила Институт св. Елены в Санкт-Петербурге. С 1914 по 1917 гг. медсестра госпиталя Петроградского дамского лазарета Комитета «Красного Креста». Работала медицинской сестрой до выхода на пенсию в 1958 г. В 1954 году была награждена значком «Отличнику здравоохранения».
Отец — Борис Алексеевич Мантуров (1894, Кукарка, Вятская губерния — 31 августа 1937, Ленинград). Учился в Казанском университете, в ноябре 1914 года призван вольноопределяющимся в армию. В феврале 1918 года окончил гардемаринские классы в Петрограде. В 1921—1924 гг. слушатель в Военно-Морской Академии в Петрограде. В 1930—1937 гг. служил в штабе Балтийского флота в Кронштадте, капитан 3-го ранга. В 1937 году арестован и приговорен выездной сессией ВКВС по 58 ст. УК РСФСР. Расстрелян 31 августа 1937 года на Левашовской пустоши. Реабилитирован в 1958 году за отсутствием состава преступления.

## Признание и награды
1958 год — принята в члены Союза Художников СССР.
1967 год — награждена значком «За отличную работу» Министерства культуры СССР.
1982 год — награждена медалью «Ветеран труда».
1994 год — присвоено звание Заслуженного работника культуры Российской Федерации.
1998 год — утверждена в составе Экспертно-закупочной комиссии по приобретению предметов культурно-исторического наследия.